# Жуцув
Жуцув (пол. Rzuców) — село в Польщі, у гміні Борковиці Пшисуського повіту Мазовецького воєводства.

## Населення
545 осіб (2011).

## Історія
У 1975-1998 роках село належало до Радомського воєводства.

## Демографія
Демографічна структура станом на 31 березня 2011 року:
|          | Загалом | Допрацездатний вік | Працездатний вік | Постпрацездатний вік |
| -------- | ------- | ------------------ | ---------------- | -------------------- |
| Чоловіки | 265     | 51                 | 177              | 37                   |
| Жінки    | 280     | 47                 | 156              | 77                   |
| Разом    | 545     | 98                 | 333              | 114                  |